# Régionalisme (Italie)
Pour les articles homonymes, voir Régionalisme.
En Italie, le régionalisme (regionalismo en italien) désigne le processus de décentralisation ayant permis l'autonomie législative et administrative des régions italiennes. 
Cette décentralisation a été introduite par la Constitution Italienne de 1948, à l'article no 5 de laquelle elle est citée :  
« La République, une et indivisible, reconnaît et favorise les autonomies locales; réalise dans les services qui dépendent de l’État la plus large décentralisation administrative; adapte les principes et les méthodes de sa législation aux exigences de l’autonomie et de la décentralisation. »
Malgré la constitutionnalisation de ce principe, il n'est développé que de manière graduelle (avec la loi du 16 mai 1970, la loi du 22 juin 1975 et la loi du 31 mars 1998).

## Histoire

### Du Risorgimento au fascisme
Le régionalisme, voire le fédéralisme, trouve de nombreux appuis au sein du Risorgimento italien, notamment Vincenzo Gioberti, Carlo Cattaneo ou Giuseppe Ferrari. Avec l'élargissement du royaume de Sardaigne en mars 1860, le comte de Cavour charge son ministre de l'Intérieur, Luigi Carlo Farini de réfléchir à la structure du nouvel état. La conquête du Mezzogiorno précipite la sortie de la Note Farini (Nota Farini) qui recommande le respect de la "structure naturelle de l'Italie", c'est-à-dire de ses divisions régionales historiques.    
Toutefois, le successeur de Farini, Marco Minghetti, prend le contre-pied de cette orientation et, alors que le Sud et le Centre de la péninsule rejoigne le Royaume durant l'automne 1860, structure l'Etat en s'inspirant du centralisme napoléonien. En 1861 sont ainsi abolies les autonomies locales toscanes, siciliennes et campaniennes. 
Les travaux statistiques, puis les élections de 1924 mènent toutefois à la création de regroupement territoriaux en circonscriptions, dont le nombre varient entre 14 et 16.  
Le régime fasciste met fin à ces circonscription dès 1926, supprimant par ailleurs l'ensemble des autonomies locales pour mieux arrimer les communes et les provinces à l'exécutif central. 

### L'Après Guerre et la République

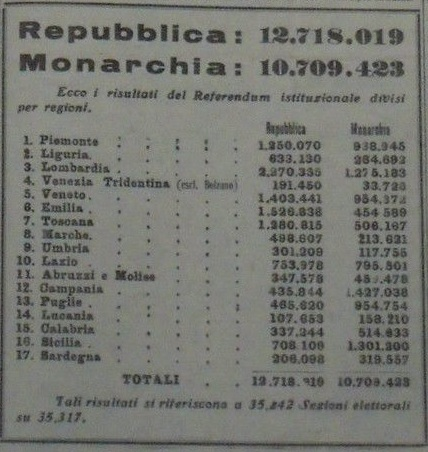
Référendum institutionnel de 1946: répartition régionale du vote telle qu'elle apparaissait dans la presse de l'époque.

Les mouvements séparatistes siciliens obtiennent, dès le 15 mai 1946, la création d'une région à autonomie spéciale par décret royal. Pendant la Seconde Guerre mondiale, un « régionalisme méditerranéen » a refait surface en Sicile, basé sur le « Projet Missinissa », de l'intellectuel sicilien Enrico Di Natale ,. Le mouvement séparatiste a maintenu la vie insulaire agitée pendant plusieurs années. Les revendications du mouvement s'éteignirent également pour l'institution de la région sicilienne, première région italienne (décret royal du 15 mai 1946, qui accordait à l'île une autonomie spéciale). 
La victoire de la République au référendum du 2 juin 1946 conditionne l'organisation territoriale du pays aux travaux de l'Assemblée constituante, durant jusqu'au jusqu'au 22 décembre 1947  . 
Outre des changements territoriaux dus à la guerre, l'Assemblée débat de la nécessité du régionalisme (combattu par les communistes, les socialistes et la droite mais souhaité par la démocratie sociale et la démocratie chrétienne) ainsi que sur les délimitations des futures régions. Progressivement, elle s'accorde sur le titre no V de la Constitution, en établissant une liste de 22 régions, dont trois avec une autonomie élargie : la Sicile, la Sardaigne et la Vallée d'Aoste.

### Adoption de la Constitution républicaine
L’Assemblée adopte la Constitution le 22 décembre 1947. Celle-ci est officiellement promulguée le 27 décembre et entre en vigueur le premier janvier 1948.   
La liste des régions à statut ordinaire est modifié en 1963, à la création du Molise. 
Bien que constitutionnalisée, l'autonomie des régions à statut ordinaire n'est vraiment appliquée qu'avec la loi no 281 de 1970 du fait des fortes oppositions politiques du gouvernent central à une gestion de certaines régions par l'opposition (notamment les « bastions rouges » toscan et romagnol). Dans cette voie, l'exercice des pouvoirs conférés par la loi de 1975, permis par le décret présidentiel no 616 de 1977, est déterminant, .
| Elenco presentato nel gennaio 1947 (suddivisione tradizionale)                          | Elenco approvato il 31 gennaio 1947 |
| --------------------------------------------------------------------------------------- | ----------------------------------- |
| Piemont                                                                                 | Piemont                             |
| Piemont                                                                                 | Vallée d'Aoste                      |
| Lombardie                                                                               | Lombardie                           |
| Vénétie-Tridentine                                                                      | Trentin-Haut Adige                  |
| Vénétie (avec le Frioul)                                                                | Vénétie                             |
| Vénétie (avec le Frioul)                                                                | Frioul et Venetie-Joulienne         |
| Ligurie                                                                                 | Ligurie                             |
| Emilie                                                                                  | Emilie appenninique                 |
| Emilie                                                                                  | Emilie-Romagne                      |
| Toscane                                                                                 | Toscane                             |
| Ombrie                                                                                  | Ombrie                              |
| Marches                                                                                 | Marches                             |
| Latium                                                                                  | Latium                              |
| Abruzzes et Molise                                                                      | Abruzzes                            |
| Abruzzes et Molise                                                                      | Molise                              |
| Campanie                                                                                | Campanie                            |
| Pouilles                                                                                | Pouilles                            |
| Pouilles                                                                                | Salento                             |
| Lucanie                                                                                 | Lucanie                             |
| Calabre                                                                                 | Calabre                             |
| Sicile                                                                                  | Sicile                              |
| Sardaigne                                                                               | Sardaigne                           |
| Fonte: Ettore Rotelli, L'avvento della regione in Italia, Giuffrè Editore, Milano 1967. |                                     |

### Modifications du titre V de la Constitution
Une nouvelle avancée du régionalisme s'est produite entre 1999 et 2001. La loi constitutionnelle 1/1999 a sanctionné l'élection directe des présidents du conseil régional, ainsi que l'autonomie statutaire des régions ordinaires. La loi constitutionnelle de 2001 introduit des éléments de fédéralisme dans la Constitution, tels que l'égalité entre Etat, régions et collectivités territoriales en tant qu'éléments constitutifs de la République (art. 114), l'attribution d'une compétence législative de principe aux Régions (laissant à l'État la compétence d'attribution) ou au principe d'autonomie financière des collectivités territoriales (encore en attente de mis en œuvre).

### Réforme constitutionnelle de 2001
En 2001 l'adoption de la réforme du titre V de la Constitution italienne, et plus particulièrement les modifications de son article no 117, a permis le passage de la compétence d'attribution à la compétence de principe pour les régions, et inversement pour l'Etat central. 
L'article 117 prévoit dorénavant une compétence législative concurrente, c'est-à-dire que le pouvoir législatif échoit aux régions, mais dans le cadre des principes fondamentaux fixés par l'Etat. 

### Projet de réforme constitutionnelle de 2005
Au cours de la XIV législature a été présenté la réforme dite de la dévolution (d'inspiration britannique), un grand projet de loi réformant la partie II de la Constitution (par le ministre des réformes et de la dévolution Umberto Bossi). 
Mais le référendum des 25 et 26 juin 2006 (qui n'a pas atteint le quorum d'électeurs requis) a vu cette réforme rejetée par la majorité des électeurs. 
Cette réforme devait faire du Sénat un Sénat fédéral, élu par les Conseillers régionaux, et surtout, dans le cadre du régionalisme, conférer aux régions une compétence législative exclusive dans de nouveaux domaines (alors que la compétence législative concurrente reviendrait à l'Etat).